# Anna Zardaín i López
Anna Zardain i López (Barcelona, 1978) és una àrbitra de futbol catalana, ja retirada, considerada com la primera àrbitra catalana que ha dirigit partits de futbol de categoria estatals.
Formada en la Federació Catalana de Fútbol, va començar a arbitrar el 1993 en categories infantils i juvenils. L'any 1997 va competir a la Tercera Regional i el 2003 a Preferent Regional. Va pujar a Primera Catalana el 2005 i després de sis temporades i superada una lesió, aconseguí l'ascens a la Tercera Divisió de futbol. Va fer el seu debut en el grup cinquè el setembre de 2011 en un partit entre el Terrassa FC i el FC Amposta. A més, va arbitrar partits del grup primer, convertint-se, al mateix temps, en la primera dona que va dirigir un partit de futbol entre equips gallecs de la Tercera Divisió de futbol l'abril de 2013. Dos anys més tard, va retirar-se de la competició.
El 2012 va ser reconeguda com la millor d'àrbitre de l'any per la Federació Catalana de Futbol. Actualment, és directora tècnica de l'arbitratge femení de la Comissió Tècnica d'Arbitres de la FCF.